# 卡勒姆·斯科特松
卡勒姆·斯科特松（英語：Callum Scotson，1996年8月10日—）生于南澳大利亚州高勒，是一名澳大利亚男子自行车运动员。他的哥哥米尔斯·斯科特松同样也是一名自行车运动员，两人都曾就读于三一学院高勒分校。两人在童年时期曾和同样是国家队成员的杰克·博布里奇成为邻居。